# Sulfato de potássio
O sulfato de potássio é um composto químico muito utilizado como fertilizante. A sua fórmula química é K2SO4.
Classifica-se no grupo dos sais e é formado pela reação de neutralização do ácido sulfúrico (H2SO4) com o hidróxido de potássio (KOH), cuja equação balanceada é H2SO4 + 2KOH -> K2SO4 + 2H2O.
O Sulfato de Potássio possui cerca de 50%K2O e 45%enxofre (S). Normalmente é um pó branco. Este produto possui um alto teor de salinidade, sendo cerca de 46% de sal. De acordo com um estudo de 2015, concentrações excessivas de sal podem levar a morte de raízes e microrganismos através da plasmólise.
1. ↑  «Super Greensand | Features». Super Greensand | Home (em inglês). Consultado em 30 de janeiro de 2019
2. ↑  YAN (2015). «Influence of Salinity and Water Content on Soil Microorganisms». International Soil and Water Research